# Arbetarbostadsmuseet
Arbetarbostadsmuseet (finska: Työväenasuntomuseo) är ett lokalhistoriskt museum i Helsingfors, som ingår i Helsingfors stadsmuseum.
Arbetarbostadsmuseet är inrymt i ett trähus vid foten av Borgbacken i Alphyddan i Helsingfors, som uppfördes av Helsingfors stad som arbetarbostad. Huset renoverades 1987–89. Museet visar i nio rum hur invånarna levde under olika perioder under 1900-talet.
Arbetarbostadsmuseets gårdsplan är en av de få bevarade historiska gårdarna till trähus i Helsingfors. Eftersom dass och vedlider hade placerats i källarvåningen, var gårdsplanen ovanligt stor för att tillhöra en arbetarbostad. Den grusbelades på 1910-talet och planterades med björkar. 
Till museet hör en trädgård, där trädgårdskulturen från tidiga 1900-talets arbetarbostäder rekonstruerats. Ett trettiotal typiska växtarter har valts ut. Prydnadsväxter blev vanliga på gårdsplaner först vid sekelskiftet 1800/1900 och var vanligen så kallade torparväxter: härdiga, anspråkslösa och lättförökade.

## Bildgalleri

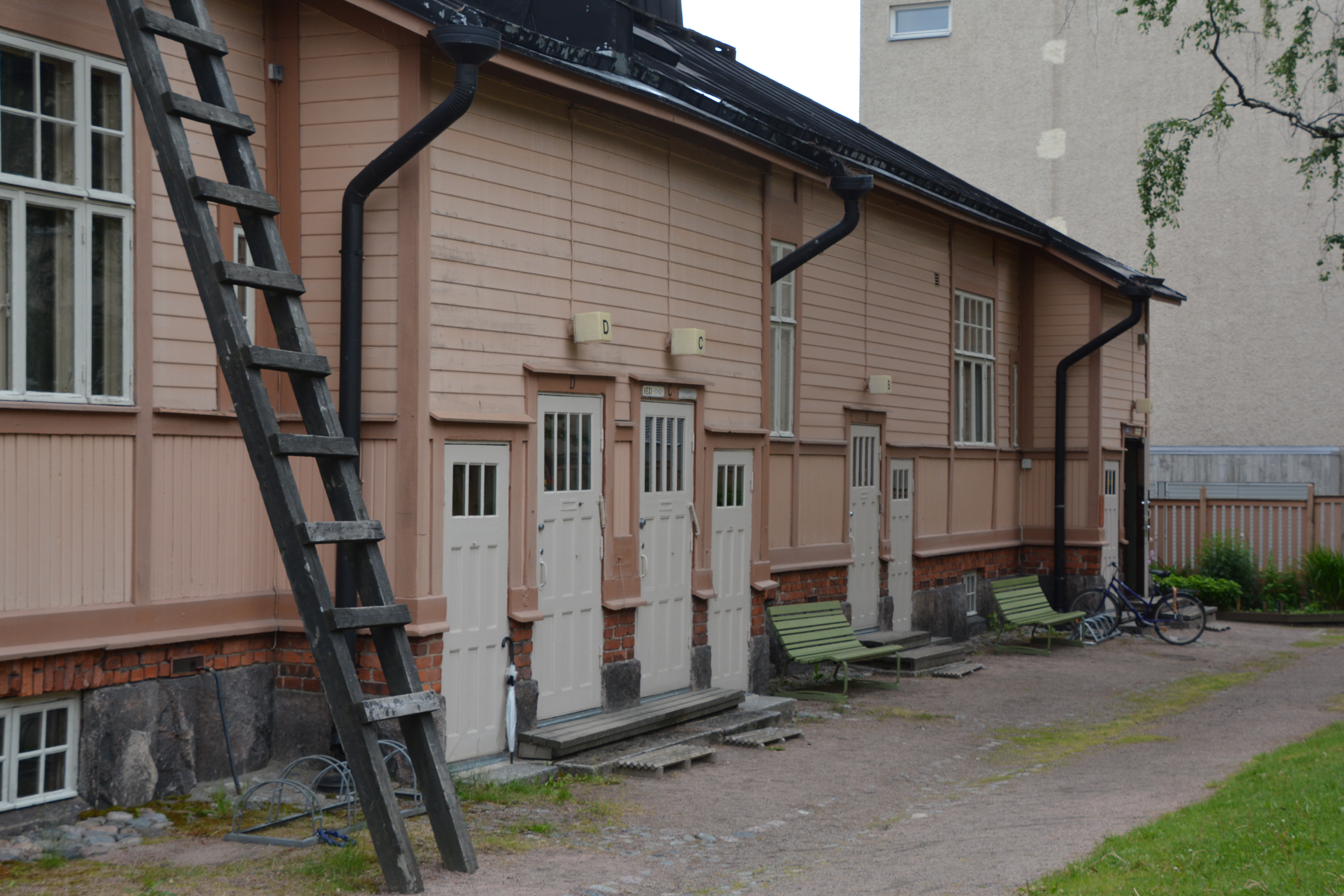
Gårdssidan
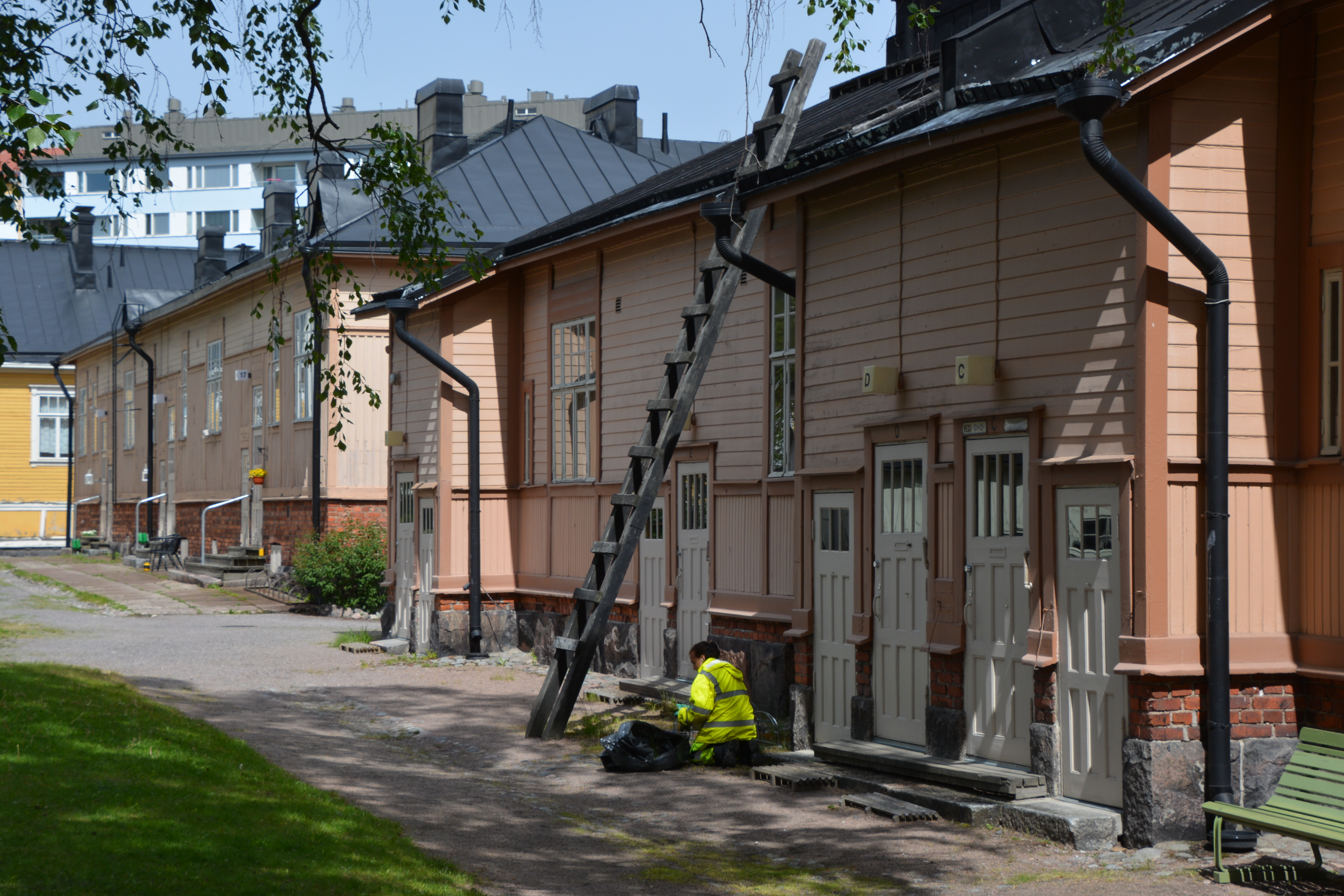
Gårdssidan
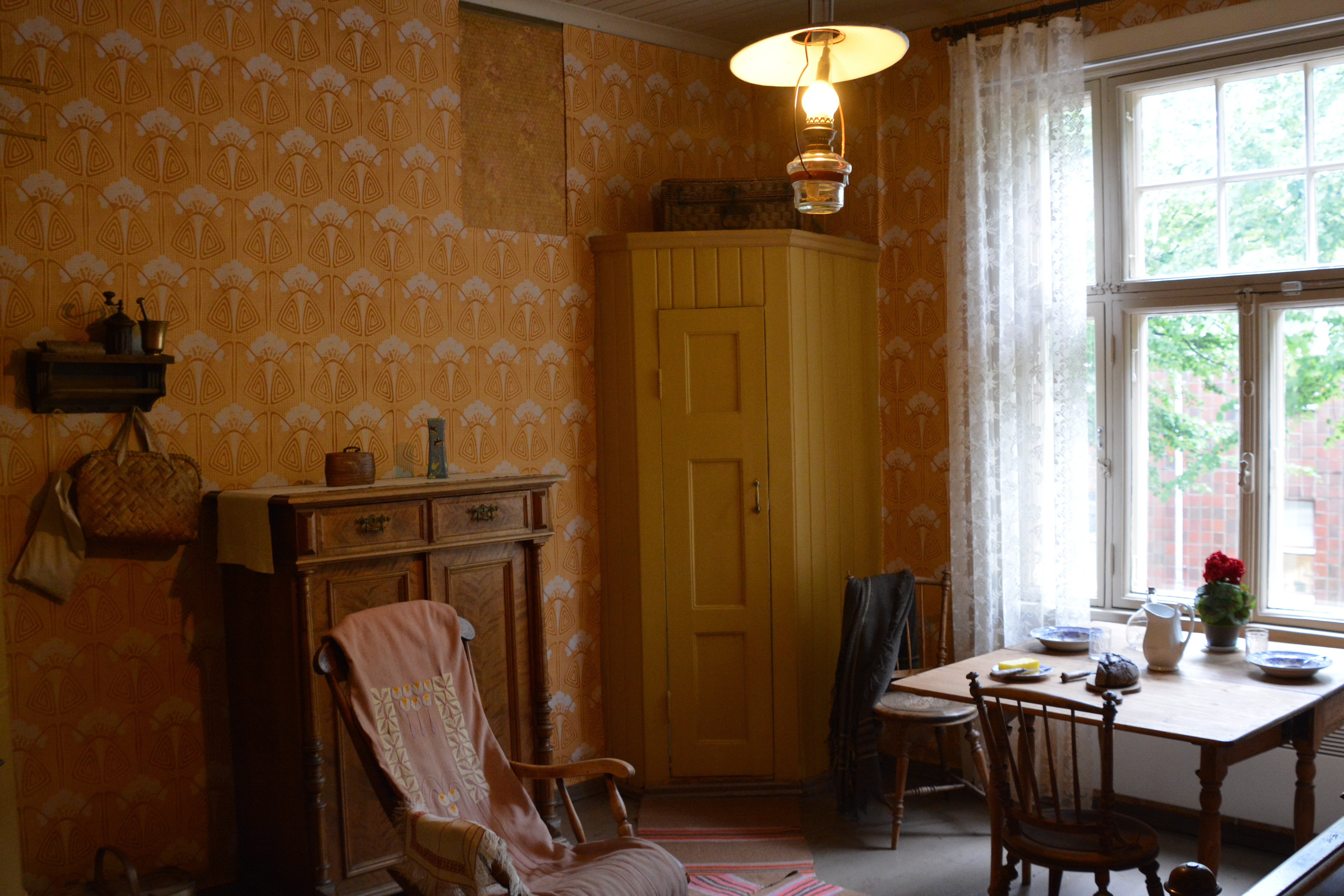
Bostad från 1911
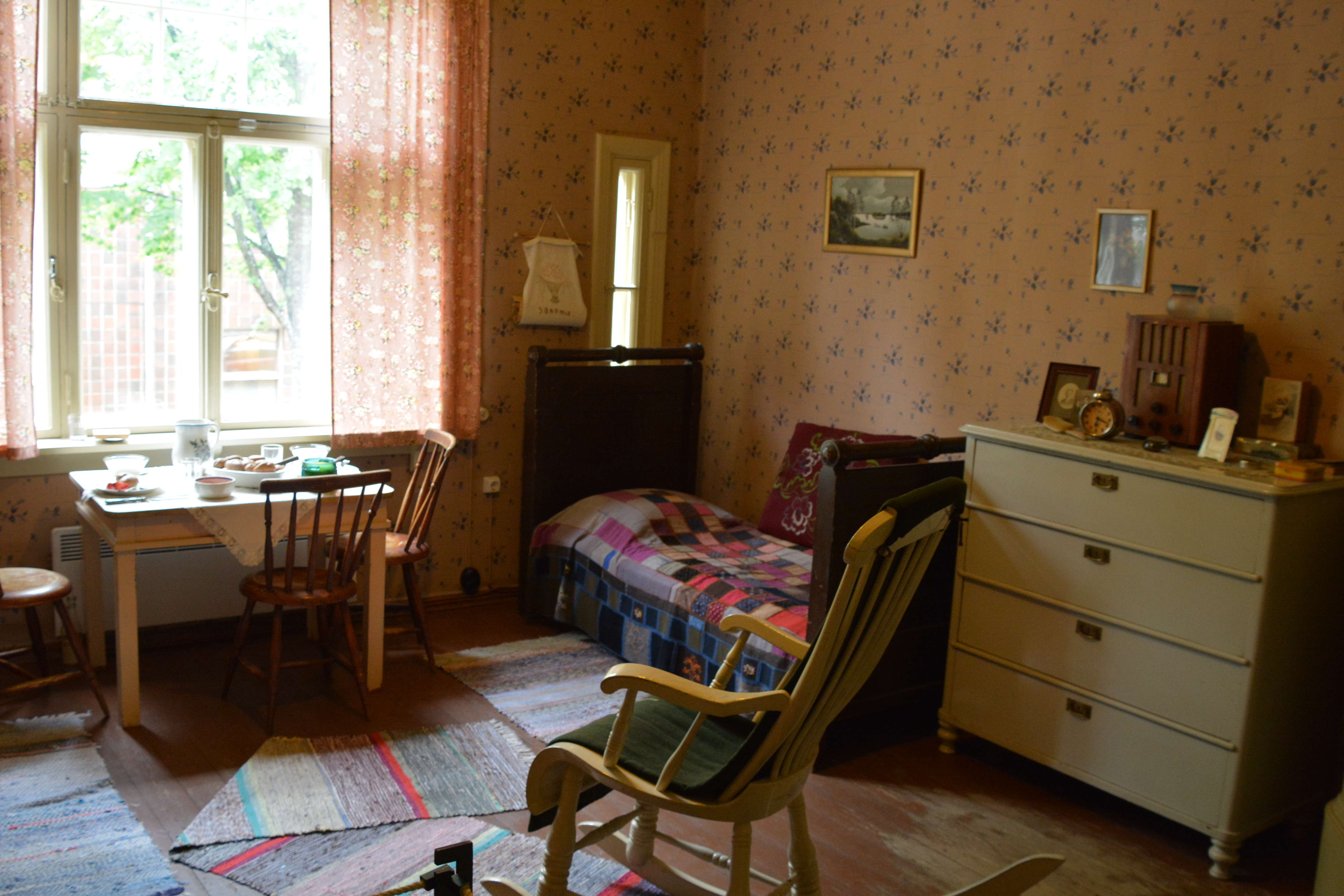
Bostad
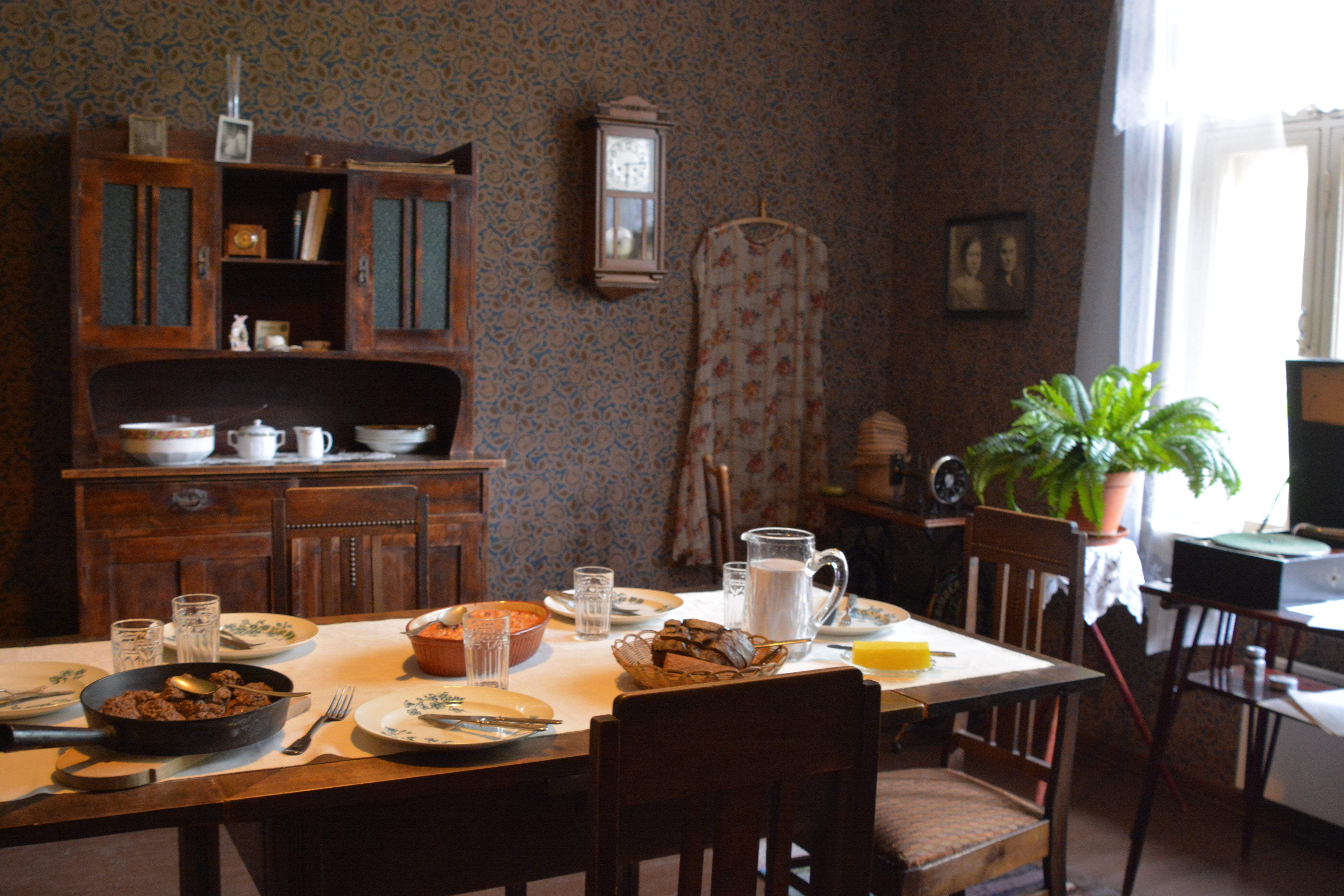
Bostad från 1948